# Magaz de Cepeda
Magaz de Cepeda ist ein nordspanischer Ort und eine Gemeinde (municipio) mit 349 Einwohnern (Stand: 2024) in der Provinz León in der Autonomen Gemeinschaft Kastilien-León. Neben dem Hauptort Magaz de Cepeda besteht die Gemeinde aus den Ortschaften Benamarías, Porqueros, Vanidodes, Vega de Magaz und Zacos.

## Lage und Klima
Magaz de Cepeda liegt in einer Höhe von ca. 895 m in der westleonesischen Hochebene (meseta) etwa 45 Kilometer in westsüdwestlicher Richtung von León entfernt.
Das Klima ist gemäßigt bis warm; Regen (597 mm/Jahr) fällt überwiegend im Winterhalbjahr.

## Bevölkerungsentwicklung
| Jahr      | 1970 | 1981 | 1991 | 2001 | 2011 | 2021 |
| Einwohner | 1384 | 842  | 640  | 504  | 394  | 357  |

Aufgrund der zunehmenden Mechanisierung der Landwirtschaft und der Aufgabe zahlreicher bäuerlicher Kleinbetriebe in der zweiten Hälfte des 20. Jahrhunderts fehlten mehr und mehr Arbeitsplätze, was eine immer noch anhaltende Landflucht auslöste.

## Sehenswürdigkeiten

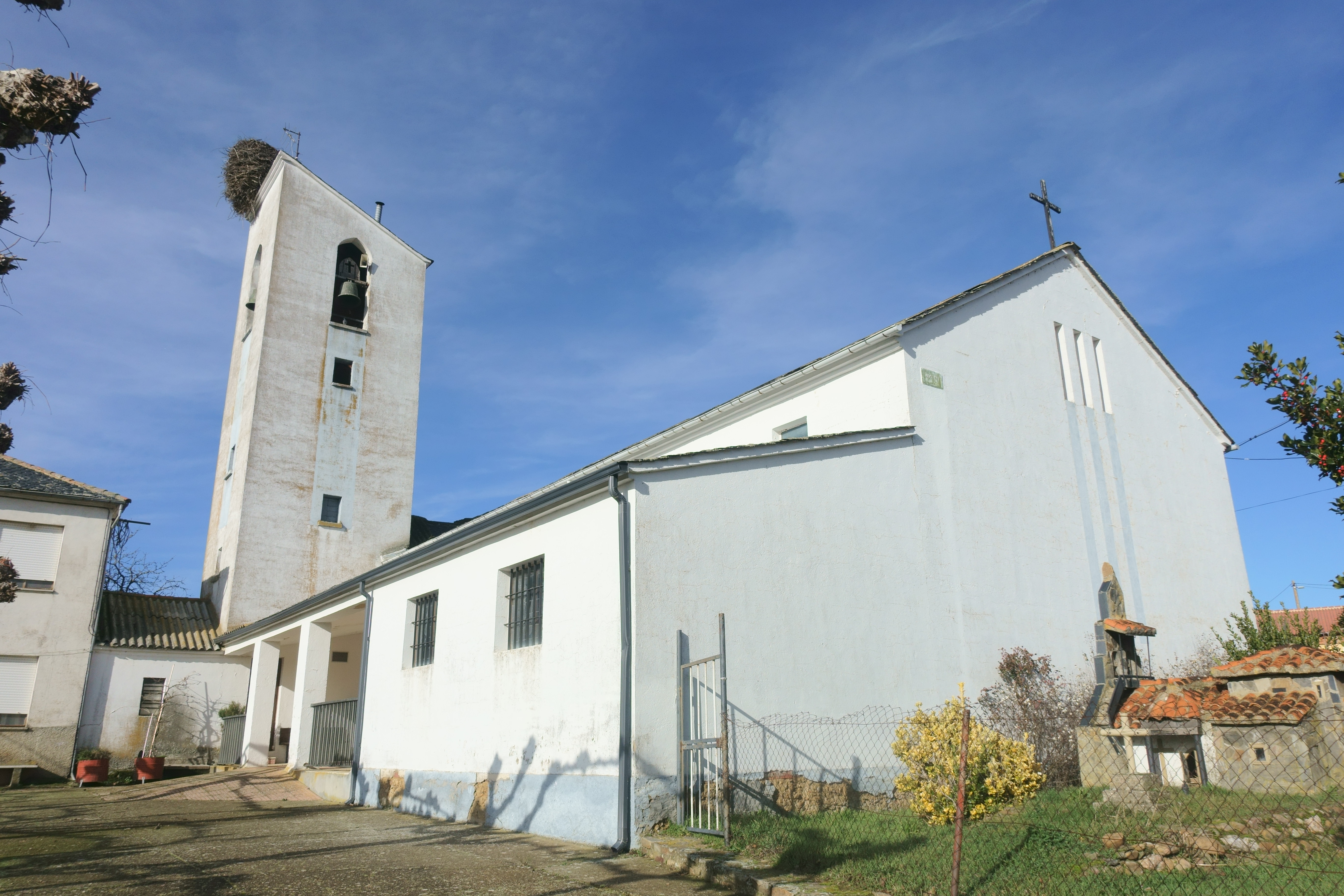
Martinskirche
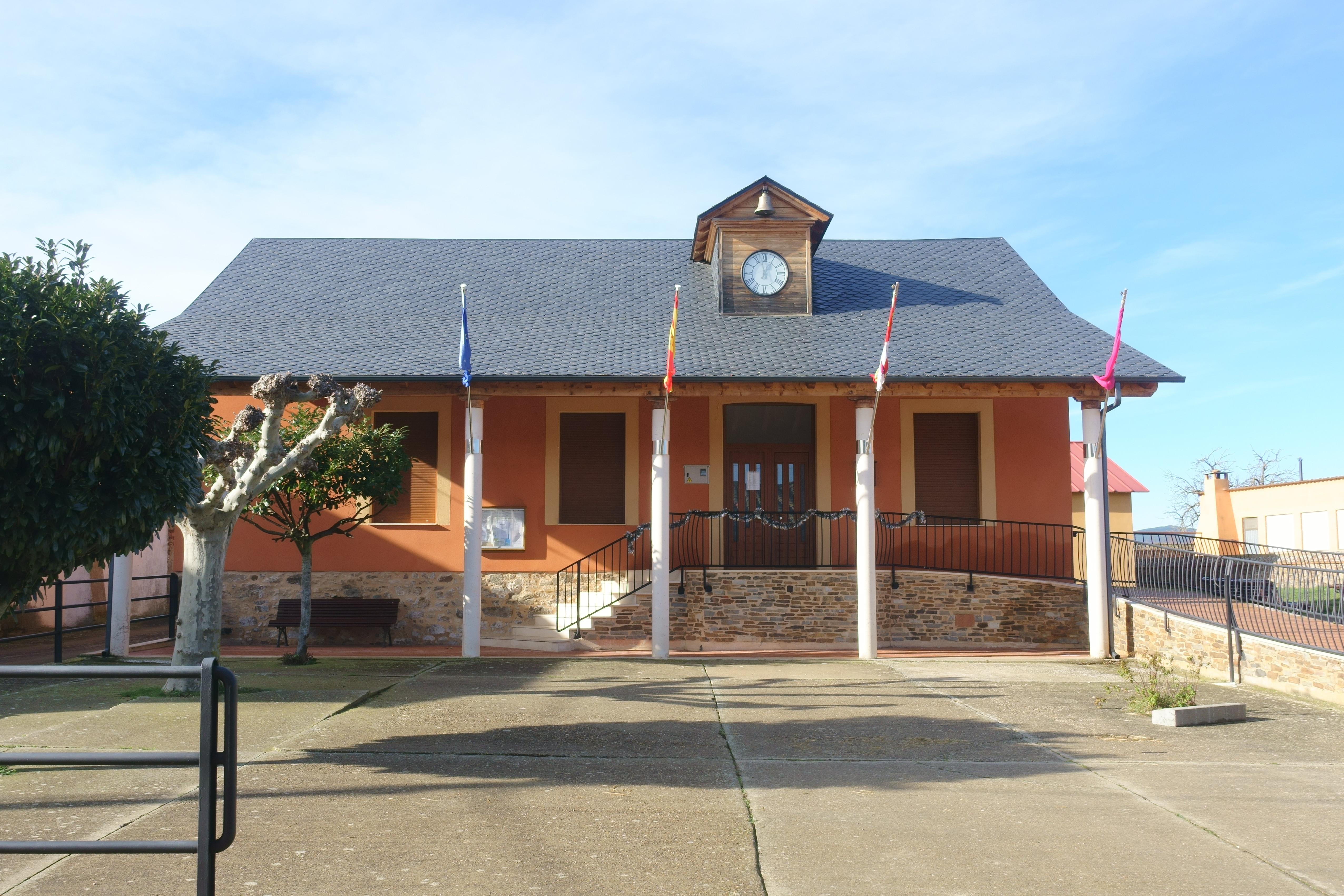
Rathaus

- Martinskirche
- Rathaus